# Kirchenraumpädagogik
Die Kirchenraumpädagogik ist die Lehre von der Vermittlung des Sinngehalts von Kirchengebäuden. Sie entwickelt eigenständige methodisch-didaktische Konzepte, um Besucher von Kirchen an die technische, ästhetisch-künstlerische, symbolische und nicht zuletzt spirituelle Dimension heranzuführen. Sie zielt darauf ab, dass Menschen eigene Erfahrungen machen mit allen Sinnen von Raum und Bau der Kirche.

## Begriff
Ursprünglich existierte der (identische) Begriff Kirchenpädagogik. Kirchenraumpädagogik ist präziser, da ‚Kirchenpädagogik‘ als Wort für jede Pädagogik der Organisation Kirche und in der Kirche offen ist. Gelegentlich wird auch von Kirchenbaupädagogik oder Kirchbaupädagogik gesprochen. Kirchenraumpädagogik trifft am besten, da es sich um eine Pädagogik handelt, die im Innen- oder Außenraum von Kirchen praktiziert wird. Der Wortbestandteil ‚Pädagogik‘ ist umstritten, da er häufig verkürzt auf die Erziehung von Kindern und Jugendlichen angewandt wird. Tatsächlich widmet sich die Kirchenraumpädagogik jedoch allen Gruppen von Kirchenbesuchern. Kinder sind eine wichtige Zielgruppe für die Angebote von Bildung und Vermittlung, doch immer mehr Angebote richten sich auch an bestimmte Erwachsenengruppen.

## Geschichte und Ziele
Die Kirchenraumpädagogik entstand im schulischen Bereich der Religionspädagogik, teilweise angestoßen durch die entstehende Museumspädagogik seit den Anfängen in den 1980er Jahren. Besondere Dynamik besaß die Kirchenraumpädagogik in der DDR, wo schon früher als im Westen erkannt wurde, dass Kirchengebäude für Menschen eine Brücke zur Begegnung mit christlichen Inhalten und christlicher Spiritualität sein können.
Die gesammelten Erfahrungen wurden in ganz Deutschland neben den religionspädagogischen Instituten von den volksmissionarischen Abteilungen der Landeskirchen aufgegriffen (Kirche im Tourismus). Heute wird die Kirchenraumpädagogik in pädagogischer und  missionarischer Absicht in der kirchlichen Arbeit genutzt.
Den Stand der Entwicklung fasst der Bundesverband Kirchenpädagogik e. V. so zusammen: „Kirchenpädagogik will Kirchenräume für Menschen öffnen und den Sinngehalt christlicher Kirchen mit Kopf, Herz und Hand erschließen und vermitteln, um so die Inhalte der christlichen Religion bekannt zu machen und einen Zugang zu spirituellen Dimensionen zu ermöglichen. – Kirchenpädagogik bedeutet raum- und erfahrungsbezogenes Arbeiten in methodischer Vielfalt. Kirchenpädagogik bringt den heutigen Menschen mit seinem existentiellen Horizont in Beziehung zum Kirchenraum in seiner gewachsenen Gestalt.“ (Präambel der Satzung, 2005)

## Beispiele
Kirchenöffnung: Ziel der Kirchenraumpädagogik ist nicht nur die methodische Arbeit mit Gruppen, sondern auch die allgemeine Zugänglichkeit der Kirchenräume und die Bereitstellung von Hilfsmitteln zur selbständigen Erschließung geöffneter Kirchen durch Touristen und regelmäßige Besucher. In den letzten Jahren entstanden in evangelischen Landeskirchen, deren Kirchengebäude traditionell außerhalb der „Gottesdienste“ verschlossen waren, Signets, mit denen geöffnete Kirchen gekennzeichnet werden können und zugleich überregional vernetzt werden.
Kirchenführung: Die Kirchenraumpädagogik hat das Anliegen, die traditionelle touristisch-kunstgeschichtliche Kirchenführung im Blick auf christliche Symbole und spirituelle Dimensionen zu vertiefen. Öfter werden „spirituelle Kirchenführungen“ angeboten. Über das gesprochene Wort hinaus bereichern Methoden für alle Sinne den Weg in und durch die Kirche. Im Sinne subjektorientierten Lernens wird besonderer Wert darauf gelegt, dass die Teilnehmenden weniger durch gehörte Rede als durch selbständige Erschließung Lernerfahrungen im Kirchenraum machen. Für kirchenraumpädagogisches Führen entstanden Ausbildungsangebote in verschiedenen Einrichtungen, die zum Teil durch den Bundesverband Kirchenpädagogik zertifiziert sind.

## Organisationen
Als bundesweite überkonfessioneller Verband hat sich um 2001 der „Bundesverband Kirchenpädagogik e. V.“ gegründet. Seit 2001 erscheint dort die Zeitschrift Kirchenpädagogik.